# Pierre-Emmanuel Dalcin
Pierre-Emmanuel Dalcin (San Giovanni di Moriana, 15 febbraio 1977) è un ex sciatore alpino francese.

## Biografia

### Stagioni 1995-2004
Originario di Lanslevillard e attivo in gare FIS dal dicembre del 1994, Dalcin esordì in Coppa Europa il 10 dicembre 1995 in Val Gardena in discesa libera (35º) e ai successivi Mondiali juniores di Hoch-Ybrig 1996 vinse la medaglia di bronzo nel supergigante. Esordì in Coppa del Mondo il 23 gennaio 1998 a Kitzbühel in discesa libera, senza completare la prova, e il 21 dicembre 1999 conquistò a Sankt Moritz nella medesima specialità l'unico podio in Coppa Europa (3º).
Debuttò ai Campionati mondiali a Sankt Anton am Arlberg 2001, dove si piazzò 15º nella discesa libera e 9º nel supergigante, e ai Giochi olimpici invernali a Salt Lake City 2002, dove si classificò 11º nella discesa libera; l'anno dopo  ai Mondiali di Sankt Moritz 2003 si piazzò 15º nella discesa libera e non completò il supergigante, mentre il 1º febbraio 2004 conquistò a Garmisch-Partenkirchen in supergigante il primo podio in Coppa del Mondo (2º).

### Stagioni 2004-2010
Ai Mondiali di Bormio/Santa Caterina Valfurva 2005 si piazzò 31º nella discesa libera e 32º nel supergigante; l'anno dopo ai XX Giochi olimpici invernali di Torino 2006, sua ultima presenza olimpica, si classificò 11º nella discesa libera e non completò il supergigante, mentre nel 2007 ottenne l'unica vittoria in Coppa del Mondo (nonché ultimo podio), il 20 gennaio a Val-d'Isère in discesa libera, e prese parte ai Mondiali di Åre, dove si piazzò 19º nella discesa libera e non completò il supergigante.
Ai Mondiali di Val-d'Isère 2009, sua ultima presenza iridata, fu 18º nella discesa libera e 22º nel supergigante. Il 4 dicembre 2009 fu protagonista di una caduta sulla pista Birds of Prey di Beaver Creek durante le prove della discesa libera di Coppa del Mondo prevista per il giorno successivo e in seguito all'incidente lo sciatore decise, l'anno seguente, di annunciare il suo ritiro dalle competizioni; la sua ultima gara rimase il supergigante di Coppa del Mondo disputato a Lake Louise il 29 novembre, chiuso da Dalcin al 35º posto.

## Palmarès

### Mondiali juniores
- 1 medaglia:
  - 1 bronzo (supergigante a Hoch-Ybrig 1996)

### Coppa del Mondo
- Miglior piazzamento in classifica generale: 35º nel 2007
- 2 podi:
  - 1 vittoria
  - 1 secondo posto

#### Coppa del Mondo - vittorie
| Data           | Località    | Paese   | Specialità |
| -------------- | ----------- | ------- | ---------- |
| 2 gennaio 2007 | Val-d'Isère | Francia | DH         |

Legenda:

DH = discesa libera

### Coppa Europa
- Miglior piazzamento in classifica generale: 48º nel 2000
- 1 podio:
  - 1 terzo posto

### South American Cup
- Miglior piazzamento in classifica generale: 5º nel 2008
- 9 podi:
  - 3 vittorie
  - 1 secondo posto
  - 5 terzi posti

#### South American Cup - vittorie
| Data              | Località          | Paese | Specialità |
| ----------------- | ----------------- | ----- | ---------- |
| 8 settembre 2006  | Termas de Chillán | Cile  | SG         |
| 8 settembre 2006  | Termas de Chillán | Cile  | SG         |
| 11 settembre 2007 | Termas de Chillán | Cile  | DH         |

Legenda:

DH = discesa libera

SG = supergigante

### Campionati francesi
- 6 medaglie[1]:
  - 2 ori (discesa libera nel 2000; supergigante nel 2006)
  - 1 argento (supergigante nel 2008)
  - 3 bronzi (supergigante nel 2000; supergigante nel 2004; discesa libera nel 2009)